# تورئون (شهرستان سندووال، نیومکزیکو)
تورئون (به انگلیسی: Torreon) یک منطقهٔ مسکونی در ایالات متحده آمریکا است که در شهرستان سندووال، نیومکزیکو واقع شده‌است.